# Adams (Oregon)
Adams é uma cidade localizada no estado norte-americano de Oregon, no Condado de Umatilla.

## Demografia
Segundo o censo norte-americano de 2000, a sua população era de 297 habitantes. Em 2006, foi estimada uma população de 295, um decréscimo de 2 (-0.7%).

## Geografia
De acordo com o United States Census Bureau, a cidade tem uma área de 0,9 km², dos quais 0,9 km² cobertos por terra e 0,0 km² cobertos por água. Adams localiza-se a aproximadamente 462 m acima do nível do mar.

## Localidades na vizinhança
O diagrama seguinte representa as localidades num raio de 12 km ao redor de Adams.